# Monasterio de San Agustín (Érfurt)
El monasterio de San Agustín (en alemán: Augustinerkloster) en Erfurt, Alemania central, es un antiguo complejo de iglesias y monasterios que data del siglo XIII. El lugar tiene una extensión de casi una hectárea. Fue construido por los frailes agustinos, una orden de la Iglesia Católica. Es más conocido por ser el antiguo hogar de Martín Lutero (1483-1546), el padre de la Reforma, que vivió allí como fraile desde 1505 hasta 1511.
A principios del siglo XVI, el monasterio contaba con 74 hermanos ordenados y 70 laicos. Tras la Reforma, a partir de 1525 la iglesia del monasterio fue utilizada por la congregación luterana local. El lugar pasó a ser propiedad del ayuntamiento de Erfurt tras la muerte del último fraile en 1556. Se secularizó en 1559, pero se volvió a consagrar en 1854. Actualmente pertenece a la Iglesia Evangélica de Alemania Central.
Partes del complejo fueron destruidas en un ataque aéreo británico en 1945, en el que murieron 267 personas que se refugiaban en el lugar. En la actualidad, el complejo cuenta con una mezcla de edificios medievales y modernos. Actualmente se utiliza como lugar de culto y como centro de reuniones y conferencias. Se celebran conciertos de música en la iglesia, que cuenta con un órgano Walcker, construido en 1938. También ofrece alojamiento sencillo para viajeros y para retiros. En febrero de 2016, se presentó una solicitud para que el Monasterio de San Agustín, junto con otros 11 lugares, se añadiera al Patrimonio Mundial de la UNESCO designado "Lugares de Lutero en Alemania Central". Por su papel en la Reforma, se considera que todos estos lugares "representan uno de los acontecimientos más importantes de la historia religiosa y política del mundo".

## Historia

### Establecimiento y expansión
Los agustinos vivían en Erfurt desde 1266. Tras algunas disputas con la ciudad, fueron expulsados temporalmente en 1273, pero se les permitió regresar definitivamente en 1276. La construcción del complejo de la iglesia y el monasterio comenzó en 1277, financiada por las donaciones hechas a los frailes y la venta de indulgencias.
Las obras continuaron, con la construcción de la capilla de Santa Catalina (en alemán: Katharinenkapelle), la sala capitular, la torre de la iglesia, un claustro y una casa y un nuevo priorato. Destacan las vidrieras de la iglesia, realizadas entre 1310 y 1340.
En 1482 se construyeron dos casas. Una de ellas se utilizaba para almacenar granos de cereales y la otra para procesar la planta de glasto para producir el valioso tinte azul índigo, por el que Erfurt era famosa en la Edad Media. Los frailes dependían del comercio de glasto para ayudar a su sustento.
El monasterio también contaba con un notable "Studium generale", una forma temprana de universidad, dirigida por Heinrich von Friemar (el mayor) (c.1245-1340), un fraile agustino, filósofo, teólogo y escritor estético.
La construcción de la biblioteca comenzó en 1506 y tardó en completarse hasta 1518.

## Martín Lutero

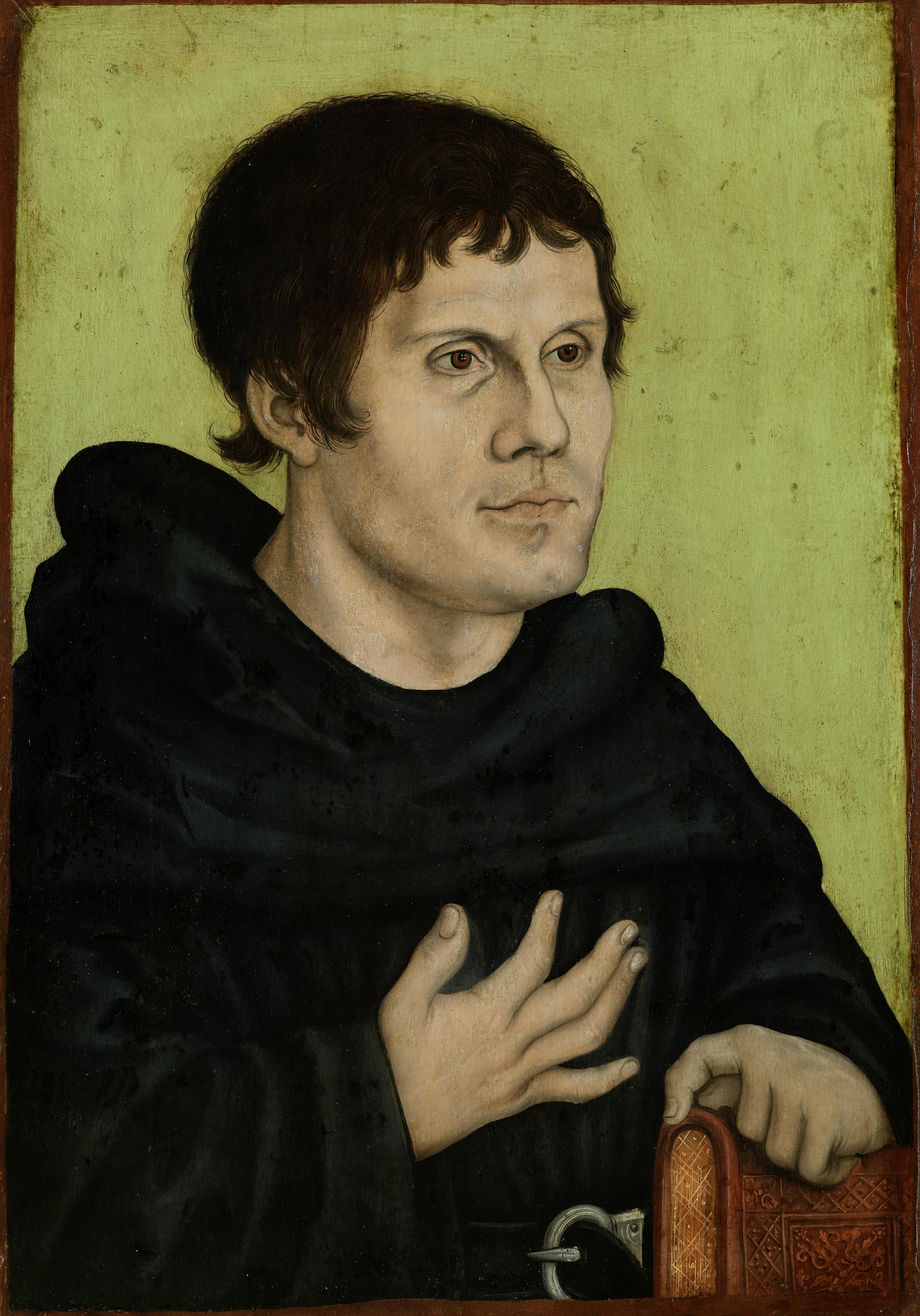
Retrato de Martín Lutero como monje agustino

Martín Lutero se matricula en la Universidad de Erfurt en 1501, con 17 años, y estudia derecho y filosofía. El 2 de julio de 1505, cuando regresaba a la universidad tras una visita a sus padres en Eisleben, tuvo una conversión religiosa durante una violenta tormenta. Cuando pasaba por Stotternheim, en las afueras de Erfurt, cayó un rayo. Aterrorizado por la posibilidad de morir, gritó: "Ayúdame, Santa Ana, y me haré monje". Sobrevivió a la tormenta y cumplió su voto, dejando inmediatamente la universidad e ingresando en el monasterio de San Agustín como fraile novicio el 17 de julio de 1505.
El 3 de abril de 1507 fue ordenado sacerdote en la catedral de Erfurt y dijo su primera misa el 2 de mayo de 1507 en la iglesia de San Agustín. En septiembre de 1508, Lutero es enviado a enseñar y estudiar a la Universidad de Wittenberg. Regresa a San Agustín en septiembre de 1509. En noviembre de 1510, Lutero y otro fraile son enviados a Roma. Recorrieron los más de 1300 km de viaje en unas cuatro semanas, llegando a Roma a principios de diciembre. Volvieron a San Agustín en marzo de 1511 y en septiembre de 1511 Lutero dejó el monasterio definitivamente, para enseñar en Wittenberg.
En su posterior cargo de vicario provincial de Sajonia y Turingia, a partir de 1515, Lutero siguió visitando San Agustín y otros monasterios. El 7 de abril de 1521 pronunció un histórico sermón contra la teología de la Iglesia católica y el papado ante una multitud en la iglesia de San Agustín, de camino a la Dieta de Worms, asamblea a la que había sido convocado para dar cuenta de sus enseñanzas. Fue declarado hereje el 26 de mayo de 1521.

## La celda de Lutero
La actual "celda de Lutero" es una reconstrucción de la que se cree que fue la tercera o cuarta celda monástica que Lutero tuvo en San Agustín y la que utilizó tras regresar de Roma. Poco después de su muerte, en 1546, la celda se convirtió en un lugar de veneración y peregrinación. Un incendio en 1872 destruyó el interior del piso superior del antiguo dormitorio en el que se encuentra la celda, pero fue reconstruido con exactitud histórica poco después.
La celda también resultó dañada en los bombardeos de la Segunda Guerra Mundial. No se reparó hasta después de la guerra, momento en el que quedó dañada por las filtraciones de agua. Se desmontó y reconstruyó, reduciendo el tamaño de la ventana.

### La Reforma y después

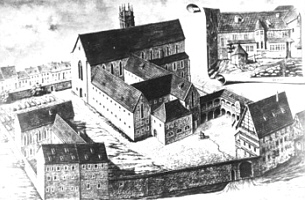
El monasterio agustino de Erfurt en el siglo XVI

El prior del monasterio desde 1516 hasta 1522 fue Johannes Lang (c. 1487-1548). Fue uno de los más estrechos colaboradores de Lutero y se le conoce como el "Reformador de Erfurt", ya que fue él quien preparó a Erfurt y los distritos circundantes para la Reforma, distribuyendo los textos de Lutero y promoviendo sus enseñanzas. El ayuntamiento apoyó la Reforma y la zona fue una de las primeras en adoptar el protestantismo. En 1522, junto con muchos de los frailes, Lang abandonó la Orden. En 1525, la iglesia de San Agustín fue retirada del monasterio y utilizada por la congregación de la recién formada iglesia luterana-protestante. El último de los frailes murió en 1556 y el monasterio pasó a ser propiedad del ayuntamiento de Erfurt.
A partir de 1561, el ala oeste del monasterio y el priorato se utilizaron como escuela, que permaneció allí hasta 1820. El dormitorio de los frailes se convirtió en alojamiento para los alumnos. La biblioteca monástica perdió material en el curso de la Reforma, pero en 1646, la Biblioteca Luterana del Ministerio Evangélico se trasladó al edificio. Un orfanato protestante utilizó parte del antiguo monasterio a partir de 1669. A mediados del siglo XVII, los frailes agustinos volvieron a instalarse en Erfurt, pero lo hicieron en un lugar diferente. Ese monasterio cerró en 1822.

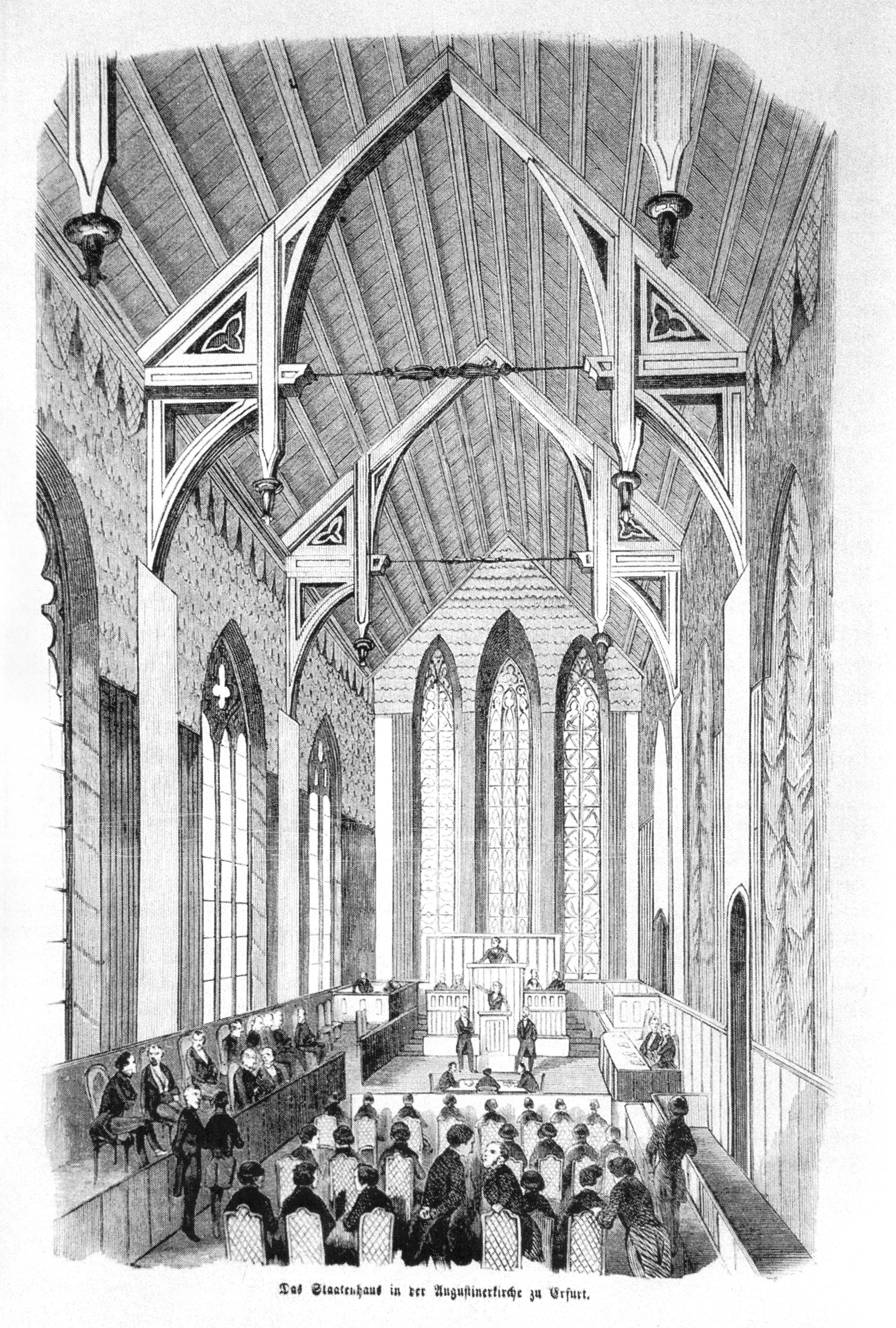
Parlamento de la Unión de Erfurt en la iglesia de San Agustín

### sigloXIX
El nuevo edificio del priorato (que databa del siglo XIV) fue demolido en 1821, ya que se encontraba en estado ruinoso y no había fondos disponibles para restaurarlo. A partir de ese momento, el ala oeste del monasterio, junto con el antiguo priorato, la biblioteca y las casas de glasto, fueron utilizadas por la fundación de San Martín, (en alemán: Martinsstift), una organización benéfica para la educación de huérfanos y niños abandonados.
Entre 1840 y 1846, el ala oeste y el priorato fueron renovados con planos arquitectónicos de Karl Friedrich Schinkel, que creó una conexión entre el ala oeste y la biblioteca. Esta renovación y modernización se llevó a cabo de forma poco sistemática; la propia iglesia de San Agustín tuvo que ser cerrada en 1844 debido a su deterioro. Se solicitó con éxito al rey Federico Guillermo IV de Prusia, que era luterano, fondos para reparar la iglesia. En 1848 se reconstruyó en estilo neogótico.
Desde el 20 de marzo hasta el 29 de abril de 1850, la iglesia se utilizó para las reuniones del parlamento de la Unión de Erfurt, un intento fallido de federación de estados alemanes. La unificación de Alemania no se produjo hasta 1871.
La iglesia fue reconsagrada en 1854. En 1872, un incendio destruyó el interior del piso superior del dormitorio de los frailes, pero los daños fueron reparados poco después.

### sigloXX
Entre 1936 y 1938 se llevaron a cabo obras de reconstrucción de la iglesia del siglo XIV y de parte del monasterio bajo la dirección del arquitecto Theo Kellner.
Hacia el final de la Segunda Guerra Mundial, el 25 de febrero de 1945, el complejo del monasterio sufrió daños considerables en un ataque aéreo británico. El edificio de la biblioteca y las casas de tintes fueron alcanzados directamente y destruidos. La presión atmosférica de las explosiones hizo que todos los edificios restantes, incluida la propia iglesia de los agustinos, perdieran sus tejados, ventanas y puertas.
Las cuatro valiosas vidrieras del siglo XIV de la iglesia se conservaron, ya que habían sido retiradas y almacenadas en la iglesia del pueblo de Hohenfelden, en Baviera. Asimismo, muchos de los valiosos libros de la biblioteca se habían guardado por seguridad en las iglesias del pueblo.
El sótano de la biblioteca del monasterio era un refugio antiaéreo público, y muchas personas buscaban refugio allí en el momento del ataque. Murieron 267 personas en el ataque aéreo, incluido el párroco de la iglesia.
Entre 1946 y 1957 se restauraron la iglesia, el claustro, el ala este y la casa de huéspedes (el antiguo dormitorio de los frailes). En 1947, se reinstalaron las cuatro ventanas medievales de la iglesia. El órgano se restauró con piezas de repuesto procedentes de Alemania Occidental.
En 1960, la Evangelische Predigerschule, un seminario luterano, se trasladó al lugar y permaneció allí hasta 1993. En 1996, las cuatro primeras hermanas de la Communität Casteller Ring evangélica se trasladaron a las habitaciones del monasterio, devolviendo al edificio un uso similar al que tenía en la Edad Media. Sin embargo, la comunidad se retiró de Erfurt en la Semana Santa de 2011.

### sigloXXI
Nuevo edificio de la biblioteca del Monasterio de San Agustín de Erfurt
La Fundación Benéfica del Monasterio de San Agustín de Erfurt (Stiftung Augustinerkloster zu Erfurt) fue creada en noviembre de 2003 por la Deutsche Stiftung Denkmalschutz. Su objetivo es gestionar la conservación, restauración y reconstrucción de los edificios. Ese mismo año se completó la amplia restauración del claustro.
En 2003, varias escenas del largometraje Lutero, protagonizado por Joseph Fiennes, se rodaron en los edificios del monasterio.
En noviembre de 2006 se iniciaron los trabajos de restauración de los cimientos de los edificios destruidos en 1945 y se expusieron sus sótanos. En febrero de 2008 se colocó la primera piedra de la nueva biblioteca, que costó 5 millones de euros. El edificio se inauguró oficialmente el 27 de agosto de 2010. La Biblioteca del Ministerio Evangélico, con 60.000 volúmenes, una de las colecciones eclesiásticas más importantes de Alemania, se encuentra en el antiguo dormitorio del monasterio.
Una "sala de silencio" en el sótano del nuevo edificio recuerda a las 267 víctimas del ataque aéreo británico de febrero de 1945. La construcción de la moderna "Waidhaus" sobre los cimientos y el sótano de las casas medievales de Woad que fueron destruidas en la Segunda Guerra Mundial se realizó en consulta con el departamento de protección de monumentos y arqueología de Turingia. Se inauguró el 14 de septiembre de 2008 y contiene 17 habitaciones para huéspedes y un espacio de meditación/formación en la antigua bodega medieval.
El 23 de septiembre de 2011, el Papa Benedicto XVI visitó el antiguo monasterio agustino en el marco de su visita papal a Alemania.
En febrero de 2016 se presentó una solicitud para que el monasterio de San Agustín, junto con otros 11 lugares, se añadiera al sitio del Patrimonio Mundial de la UNESCO designado "Sitios de Lutero en Alemania Central". La designación se concedió inicialmente en diciembre de 1996 a los sitios de Lutero en Eisleben y Wittenberg. La decisión está pendiente.

## Galería

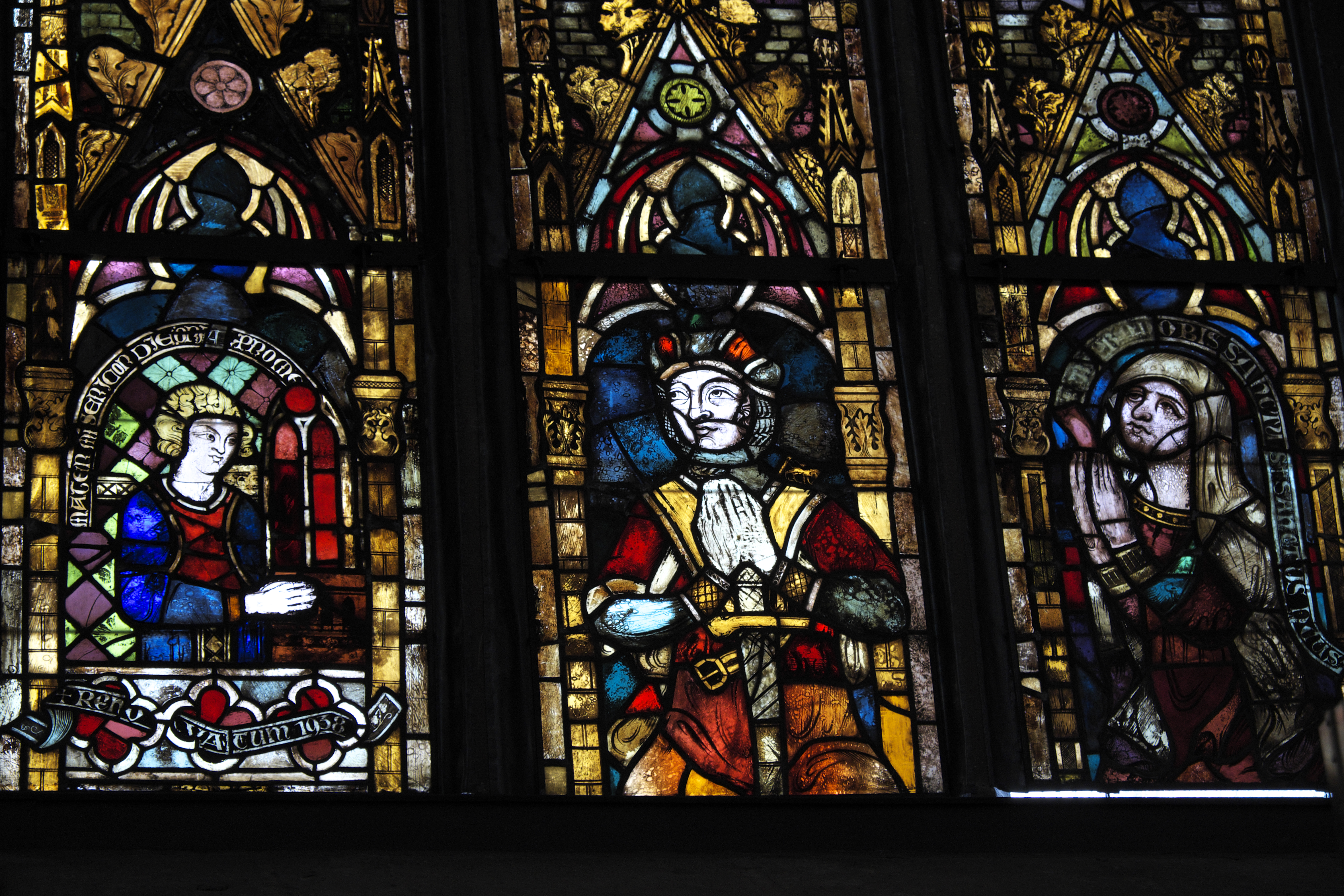
Vidrieras c.1310-1340, Iglesia de San Agustín
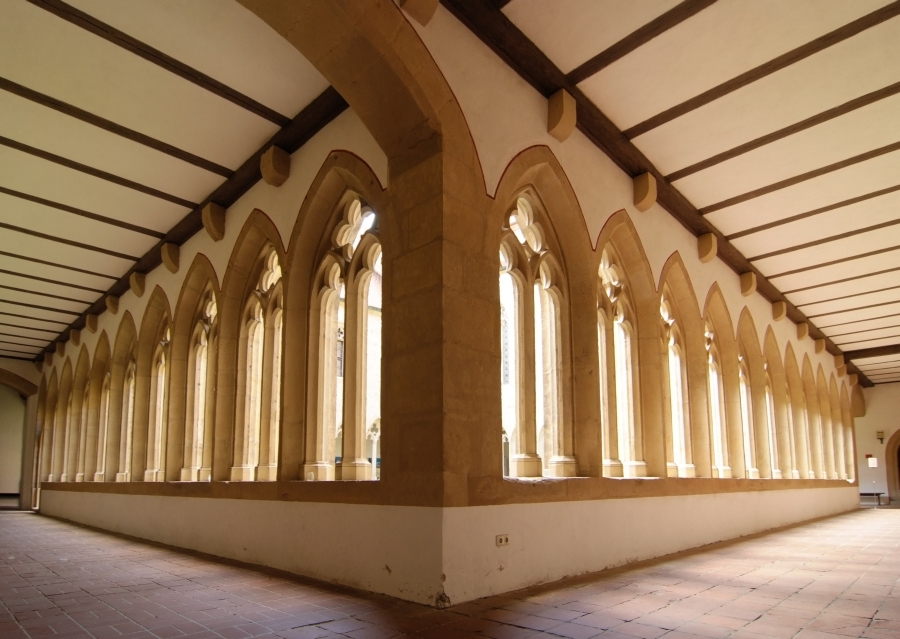
Claustro de San Agustín, Erfurt
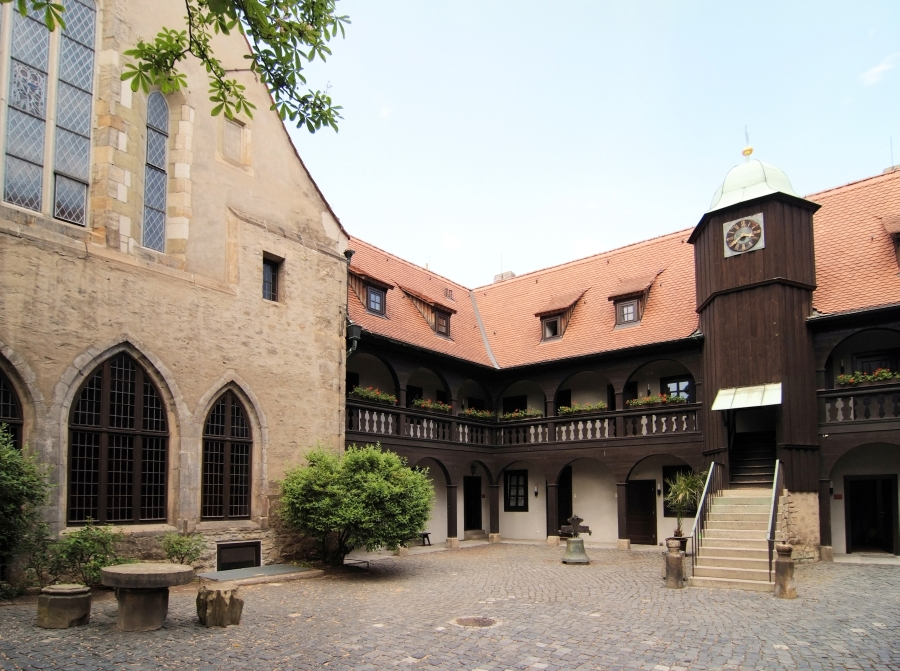
Un patio en San Agustín, Erfurt, por Martina Nolte
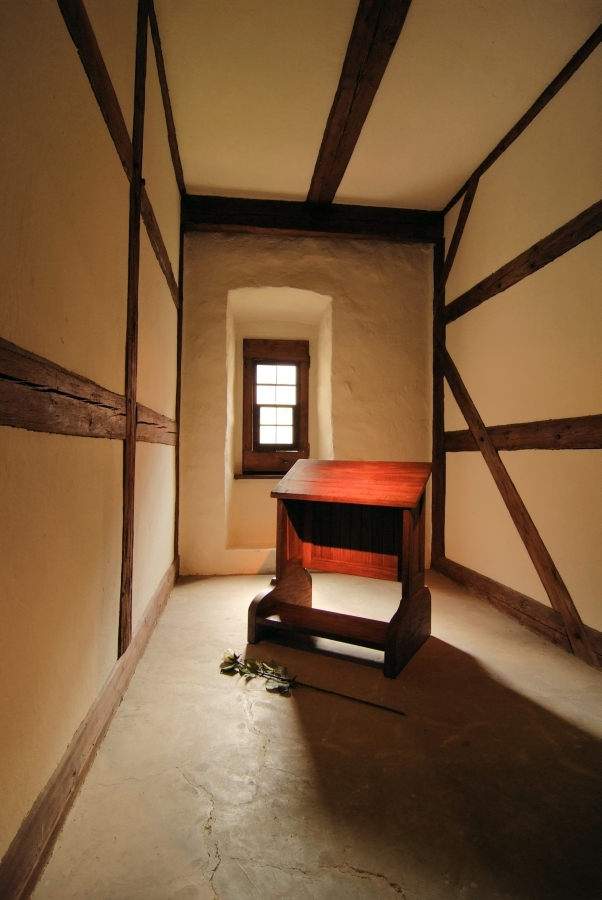
La "celda de Lutero" en San Agustín, Erfurt, por Martina Nolte
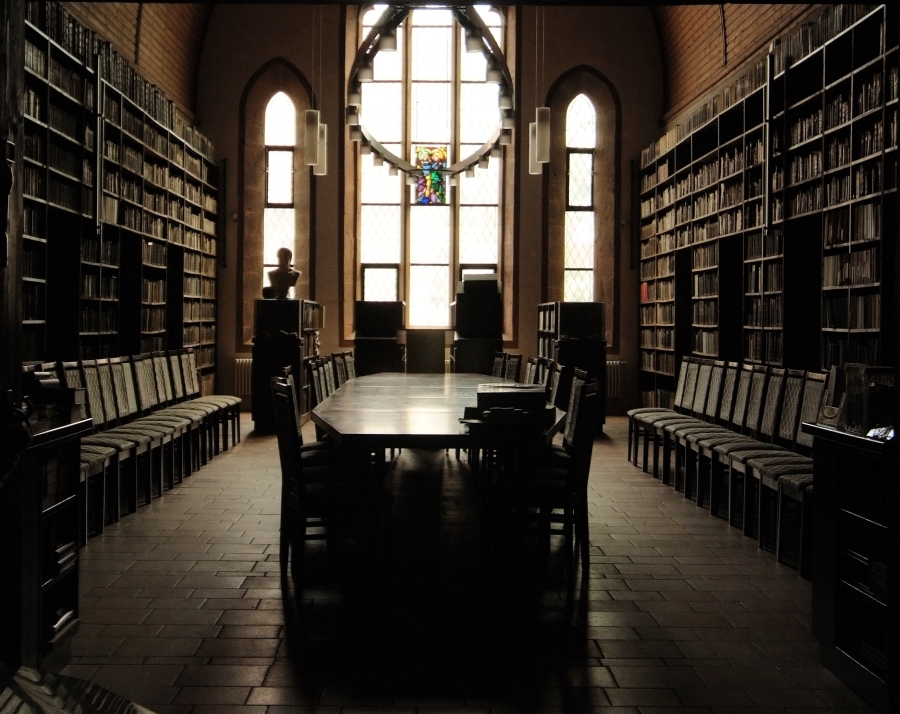
La biblioteca histórica del Ministerio Evangélico, por Martina Nolte
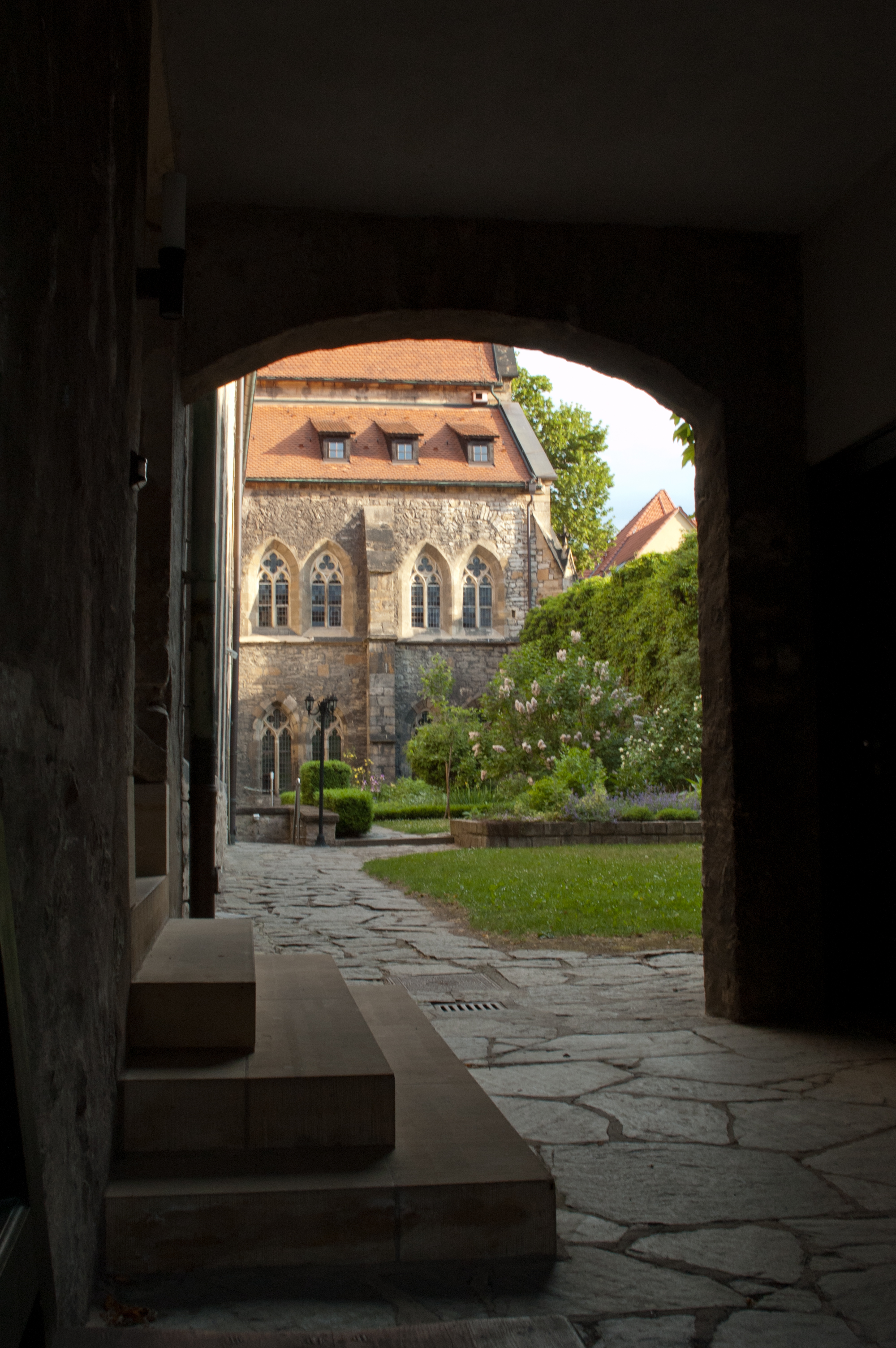
Portal, San Agustín, Erfurt
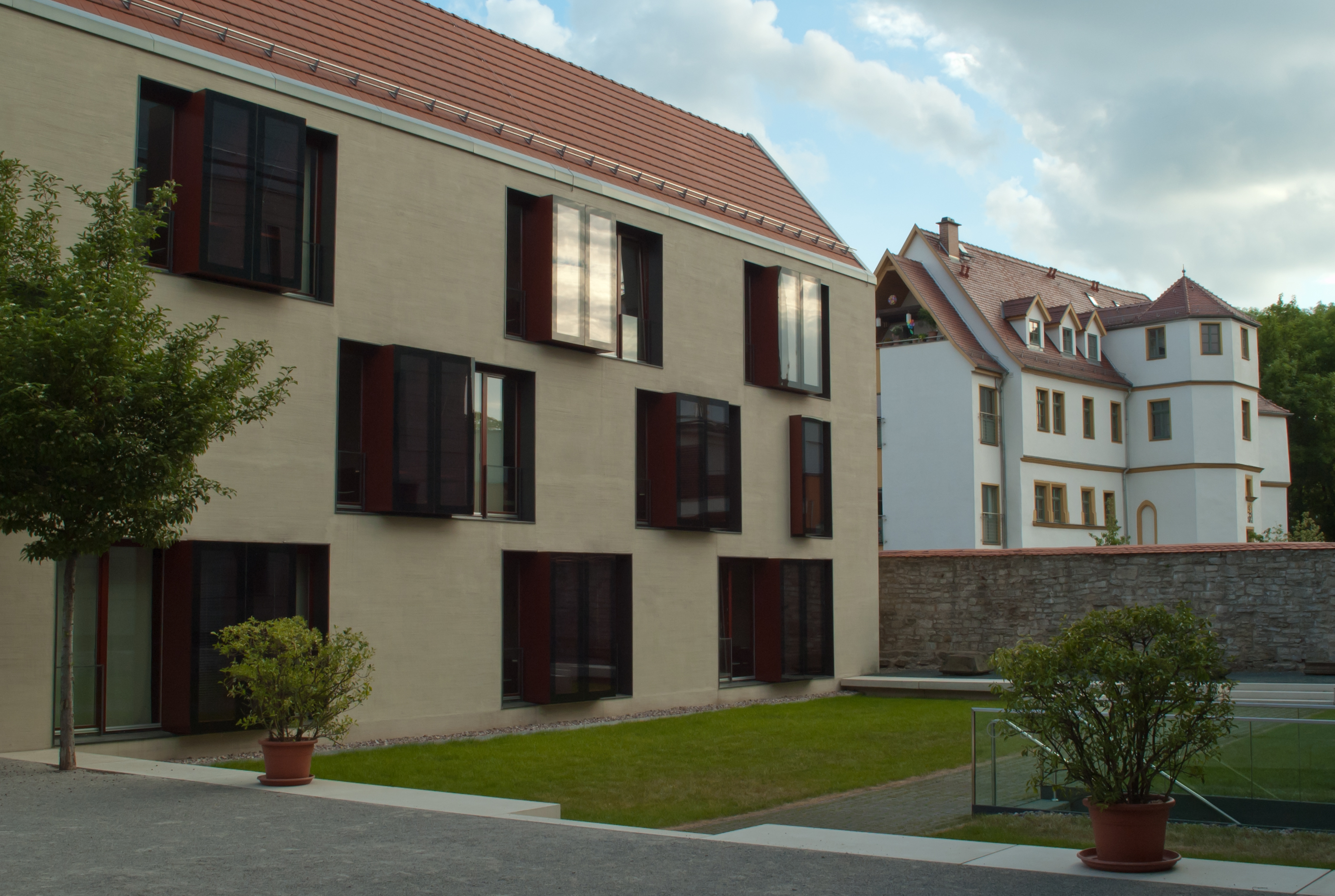
Casa de huéspedes "Waidhaus", San Agustín, Erfurt